# Scheepslift van Fontinettes
De scheepslift van Fontinettes (Frans: Ascenseur à bateaux des Fontinettes) is een scheepslift gelegen op het Neufossé-kanaal bij Arques in het Noord-Franse departement Pas-de-Calais. De lift is in 1967 vervangen door een nieuwe sluis en in 2014 geclassificeerd als monument historique. Vanaf 1984 is het gehele complex opengesteld voor publiek.

## Bouw
De scheepslift verving de gekoppelde schutsluis uit de 18e eeuw die bestond uit 5 achter elkaar gelegen kolken, met een totaal verval van 13.13 m. De lift is ontworpen door de Engelse ingenieur Edwin Clark (ontwerper van de Anderton Boat Lift) en de Franse ingenieur Auguste Bertin (Douai, 14 mei 1823 - 10 augustus 1894).
Het ontwerp van de metalen constructie was van Louis Alexandre Barbet (Neuilly-sur-Seine, 21-06-1859 - 22-05-1931), hoofdingenieur bij Anciens Établissements Cail en werd uitgevoerd door dat bedrijf (nu (2021) Fives Group, 3 rue Drouot, Paris, Ile-de-France, 75009, France).
De capaciteit van de lift was schepen met een waterverplaatsing van 300 ton (Freycinet-maat).

## Constructie
Aan de zijde van het bovenpand werd de weg en een spoorlijn gekruist, daarom werd daar een dubbel stalen aquaduct aangelegd. De lift bestaat uit twee ijzeren bakken die elk worden ondersteund door een gietijzeren zuiger van 17 meter lang en een diameter van 2 meter. De zuiger kan op en neer bewegen in een verticale cilinder.
De fundering bestaat uit een metersdikke laag beton, de fundering onder de cilinders ligt ongeveer 25 m onder het maaiveld de fundering onder de sluiskolken ligt 12 m onder het maaiveld.
Het bouwwerk bestaat uit gemetselde kolken van 49 m lang met in het midden (ter plaatse van de cilinders) aan beide zijden en in de as gemetselde torens.
De torens zijn vierkant (5 * 5 m), twee buitenste zijn 15 m hoog, de middelste toren heeft een bedieningsruimte en is 19 m hoog.
In de zijkanten van de torens zijn geleiderails geplaatst waarlangs de bewegende bakken werden bewogen, aan de zijde van het bovenpand bevinden zich eveneens geleiderails.
Aan de uiteinden zijn staalconstructies waarin de deuren die de panden afsluiten konden bewegen. De doorvaarthoogte was 3,7 m.
De hefcilinders bestaan uit ringen van smeedijzer 15 cm hoog en 5,5 cm dik, de ringen liggen los op elkaar met een sponning van 2,5 * 2,5 cm. De binnenzijde van de cilinder is bekleed met een koperen plaat uit een stuk van 2 mm dik. De zuigers bestaan uit gekoppeld gietijzeren cilinderstukken van 2,8 m met aan de bovenzijde een kapiteel waarop de bak rust.

## Werking
Het werkingsprincipe is gebaseerd op de wet van de communicerende vaten.
Het schutten werd gerealiseerd door twee bakken, een op het niveau van het bovenpand en de andere op het niveau van het benedenpand.
De te schutten vaartuigen voeren de bakken binnen, de panden en de bakken werden afgesloten met hefdeuren (de afdichting werd waterdicht gemaakt met opblaasbare balgen).
De deuren van pand en bak werden gekoppeld omhoog en omlaag bewogen, voordat de bakken gingen bewegen werden de deuren weer los van elkaar gekoppeld.
De bakken rusten op zuigers die in een verticale cilinder kunnen bewegen, de cilinders zijn onderling verbonden door een buis en vormen zo twee communicerende vaten.
Een afsluiter verhinderd de werking van de communicerende vaten.
De bak op het hoge niveau wordt met 30 cm extra water gevuld om te zorgen dat er beweging kan ontstaan, daarna wordt de verbinding tussen de twee cilinders geopend.
Ten gevolge van de grotere massa van de bovenste bak zal deze gaan zakken en de onderste bak omhoog gaan bewegen.
Op de nieuwe positie aangekomen wordt het verschil in massa opgeheven zodat beide bakken op het juiste niveau komen en kunnen de deuren naar de panden worden geopend.
Stappen
1. Schepen varen naar binnen.

Scheepslift Fontinettes animation

2. Het water uit de linker cilinder wordt weggepompt, de bak zakt 30 cm.
3. De hoge bak wordt bijgevuld en is 84 ton zwaarder dan de onderste bak.
4. De linker cilinder wordt weer aangevuld zodat de hoge bak weer op normale hoogte komt.
5. De afsluiter tussen de 2 cilinders wordt geopend, door het grotere gewicht van de hoge bak zakt deze en de lage bak wordt omhoog gedrukt.
6. De schepen verlaten de lift.

Legenda:
a linkerbak. b rechterbak. c linkerzuiger. d rechterzuiger. e turbine. f, g buizen voor watertransport.

## Restauratie
Na de erkenning tot monument historique in 2014 werd een campagne gestart om geld in te zamelen voor de hoognodige restauratie. Op 2 oktober 2018 werd een crowdfunding gelanceerd (deelname van Département du Pas-de-Calais 800.000 euro). Dit resulteerde in de aanvang van de restauratie in januari 2019, de planning is dat de restauratie eind 2021 zal zijn voltooid, de totale kosten zijn begroot op 6.400.000 euro.
Bij de buitengebruikstelling in 1967 is een van de zuigers gevuld met puin en grond en is het bovenpand afgesloten van het kanaal en opgevuld met grond, deze belemmeringen voor de werking van de lift kunnen niet worden teruggedraaid (te hoge kosten). Als de restauratie is voltooid kan de lift niet bewegen, wel zijn (2021) er bootmodellen (op ware grootte) in de bakken gemaakt waardoor de werking wordt verduidelijkt.

## Afbeeldingen
- Atlas met ontwerptekeningen van de scheepslift

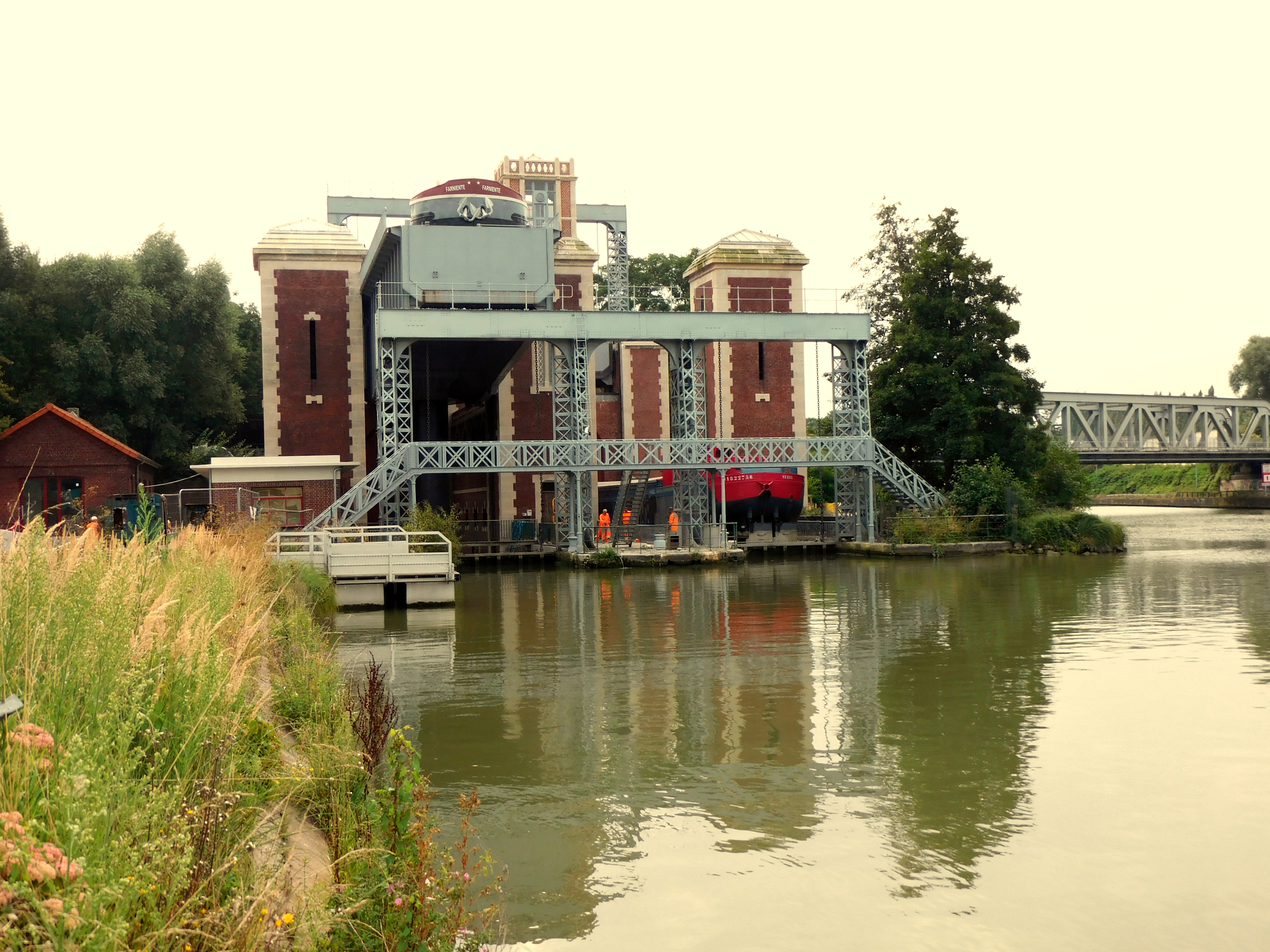
Scheepslift tijdens restauratie (2021)
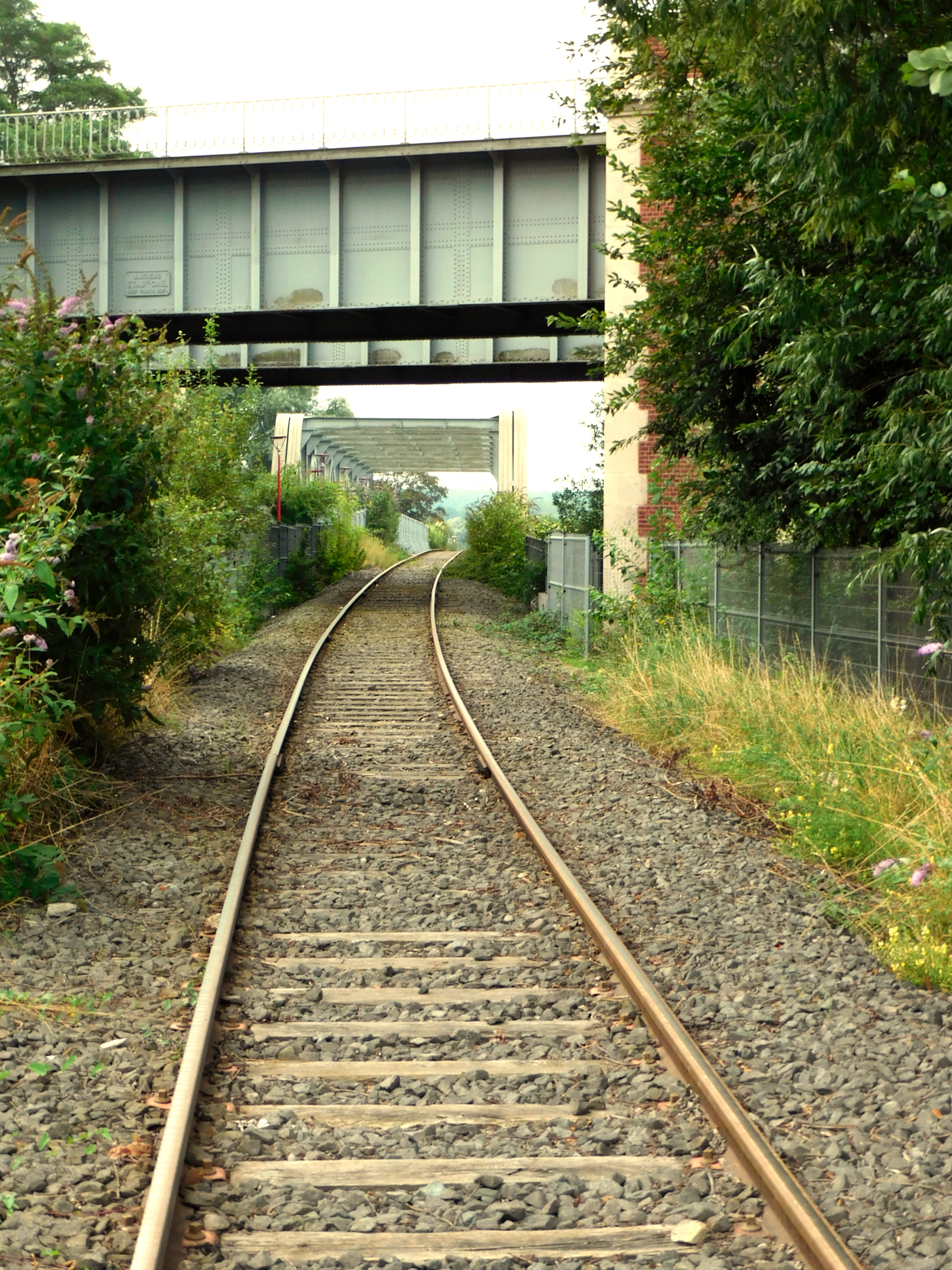
spoorrails en aquaduct
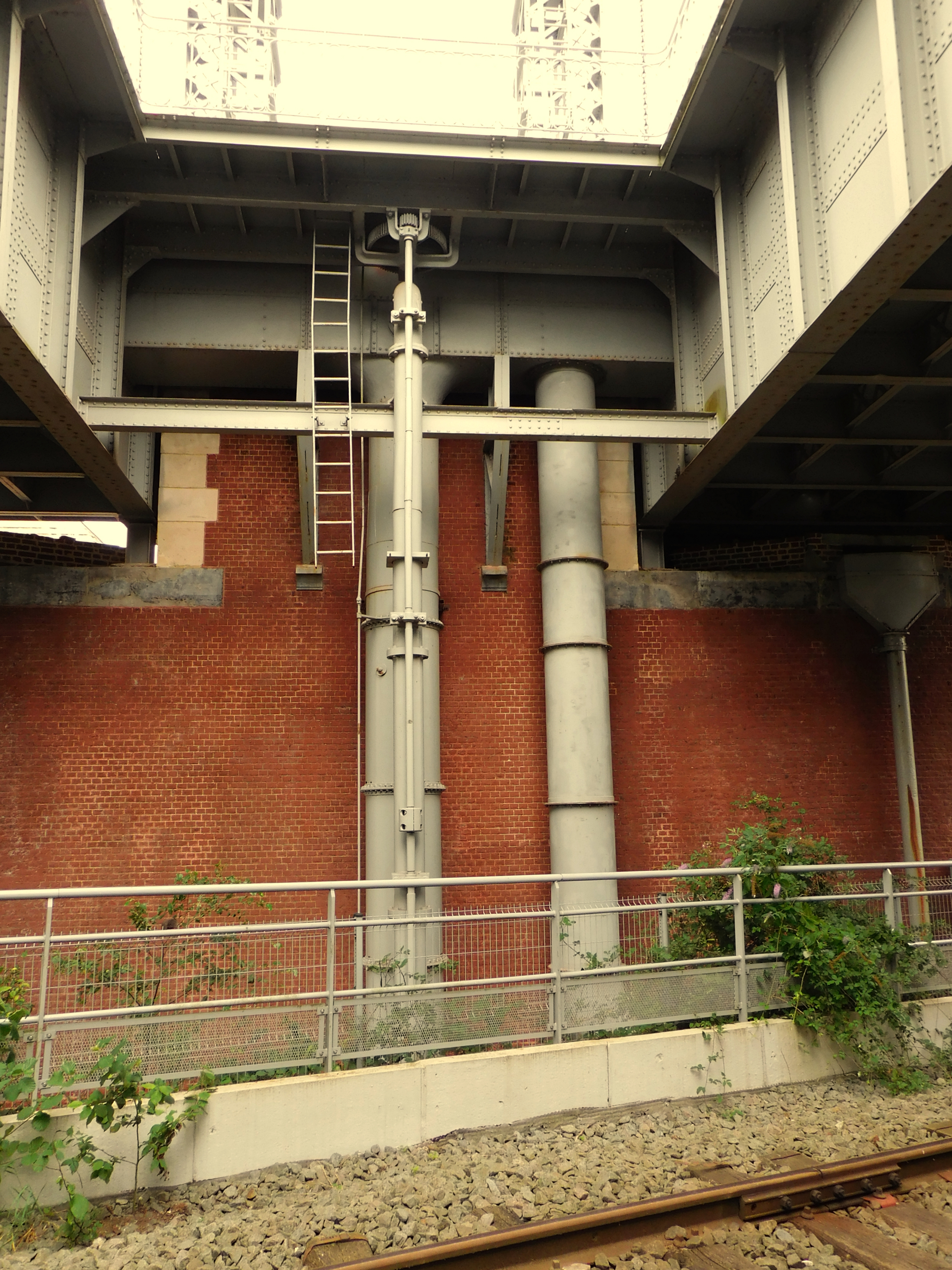
Buizen voor hydraulische (waterkracht) bediening
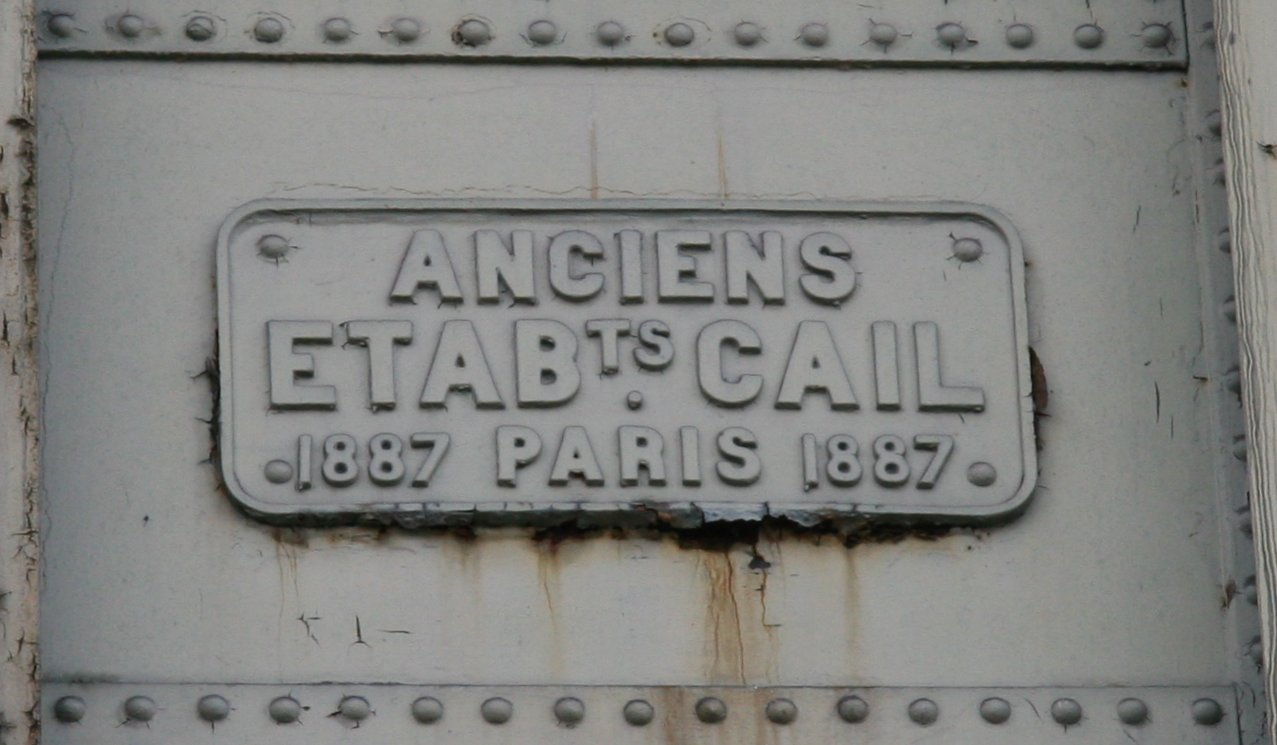
Plaquette Anciens Établissements Cail
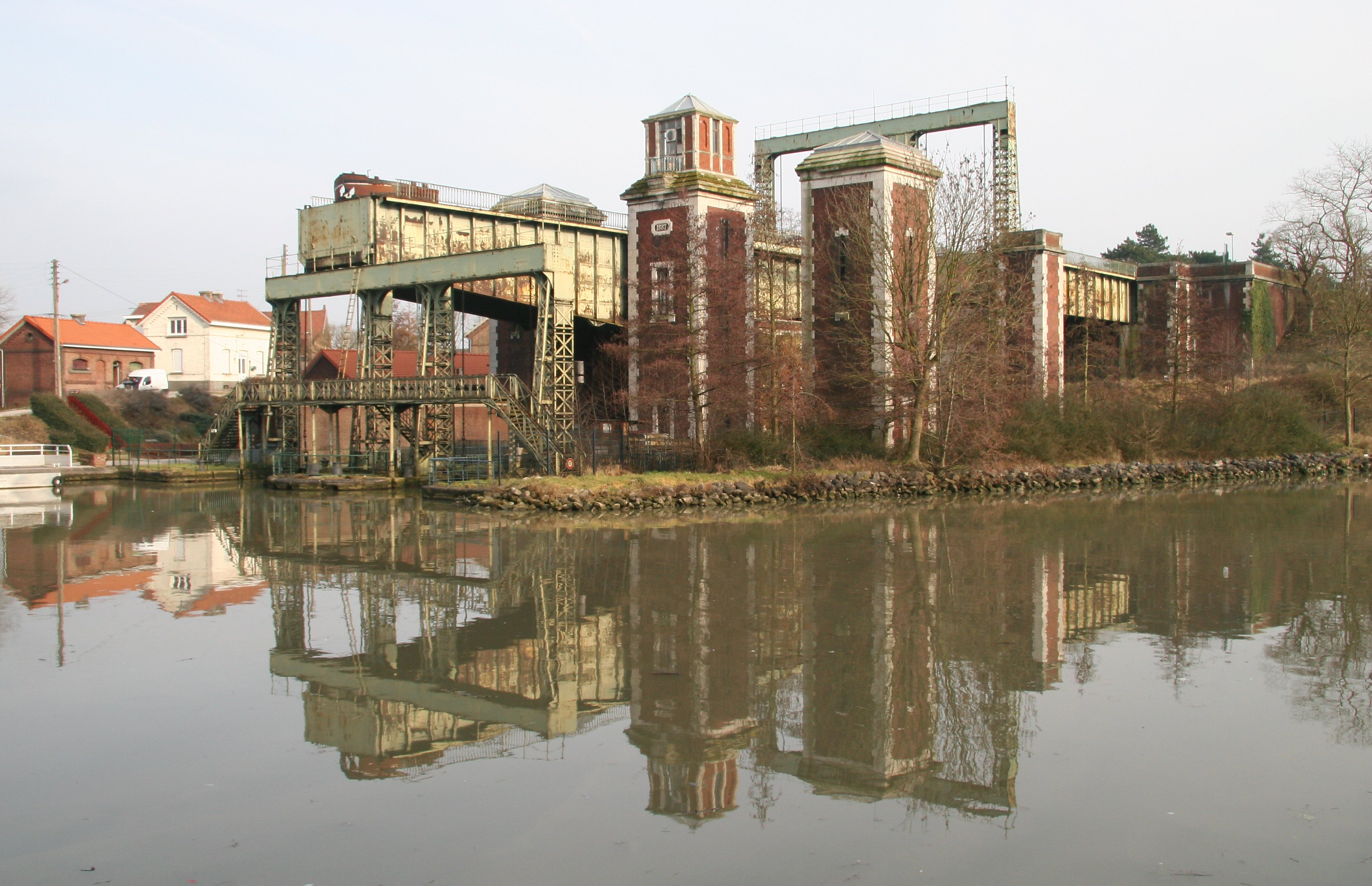

## Trivia
- Op de Wereldtentoonstelling van 1889 in Parijs toonden de Anciens Établissements Cail een werkend model van de scheepslift. Het model bevindt zich nu in het Musée des arts et métiers de Paris.[3]

## Voetnoten
1. ↑  La Science illustrée, 02-06-1888
2. ↑  La Voix du Nord, 20-09-2018
3. ↑  Catalogue général officiel de l'exposition universelle de 1889. Tome 6 / Exposition universelle internationale de 1889, à Paris